# Idioma hibito
El hibito (también escrito como híbito, hívito, chíbito, ibito, jivito, xibita, zibito) es una lengua extinta de Perú, poco documentada que peretence a la familia hibito-cholón y por tanto está cercanamente emparentada con el cholón.
Fue documentada en la lista de Martínez Compañón hacia 1700, y también Tesseman (1930).